# Пфеффикон (Люцерн)
Пфеффикон (нем. Pfeffikon) — деревня и бывшая коммуна в Швейцарии, в кантоне Люцерн.
До 2012 года имела статус отдельной коммуны в составе управленческого округа Зурзе. 1 января 2013 года вошла в состав коммуны Риккенбах нового избирательного округа Зурзе.
Население составляет 703 человека (на 31 декабря 2006 года). Официальный код — 1096.

## Известные люди
- Йорг Дусс — уроженец Пфеффикона, живущий в Тарусском районе Калужской области России, руководитель фонда «Радуга Тарусская»[1][2].